# عبد الغفور البدري
عبد الغفور البدري (1890-1947)، ضابط عسكري، وصحفي واعلامي وسياسي عراقي بارز، أصدر عدة صحف محلية، وهو من رواد الصحافة الوطنية في العراق.

## ولادته ونشأته
ولد عبد الغفور بن قاسم حلمي البدري في بغداد عام 1890 من أسرة عربية ذات نسب علوي أصلها من مدينة سامراء، ويرجع نسب أسرته إلى السيد يحيى بن محمد الجواد وفي وثائق العائلة إنهم من ذرية السيد البدري بن عرموش، ومن فرع البو عبد الله ومن عائلتهِ من نزح إلى ديالى ومنهم من استقر في بغداد.
تعلم عبد الغفور ودرس على يد علماء بغداد علوم الفقه والنحو والصرف وبعد ذلك انتسب للمدراس العثمانية وأكمل الاعدادية وبرز في النحو والأدب وكتابة المقالة ونشر بعض من كتاباتهِ في صحف محلية. وسافر إلى الاستانة والتحق بالمدرسة العسكرية، وقرأ فيها علوم الجغرافيا والتأريخ وعلم الخارطة وتخرج فيها برتبة نائب ضابط، ورفع إلى رتبة ملازم وشارك في الحرب العالمية الأولى عام 1914.
وعندما أعلن الدستور العثماني عام 1908 وتصدر الاتحاديون فيما بعد مواقع القيادة العثمانية وتكتل مع العرب اصحاب فكرة الاستقلال عن الدولة العثمانية، وفي هذه الاجواء انتمى البدري إلى جمعية العلم الاخضر عام 1912 وكان معه من رفاقهِ العراقيين: أحمد عزة الأعظمي وعلي رضا الغزالي، وكان هدفهم من تأسيس هذه الجمعية ابراز فكرة العروبة وتعميقها عند الطلبة العرب الدارسين في إسطنبول ونشر البدري أفكاره في مجلة لسان العرب وكانت لسان حال الجمعية، وفي عام 1913 أسس مع رفاقه في إسطنبول جمعية العهد السرية بزعامة عزيز علي المصري وقد عملوا على نشر فكرة الحرية أو الاستقلال واصطف البدري في عشريناتهِ في الطليعة العربية الثورية، وفي بداية الحرب العالمية الأولى سيق إلى جبهات القتال مع الجيش العثماني في معارك أذربيجان والقفقاس، ثم أرسل إلى العراق وفي جبهة الكوت جرح في حصار
الكوت وكاد أن يصاب بالشلل، وبعد احتلال بغداد مباشرة نفاه الإنكليز إلى الهند عام 1917، ولم يغترب بل حاور رفاقا لهُ في المنفى حول التفاعل مع حركة الجيش الحجازي الذي سعى إلى اقامة الدولة العربية في دمشق، فالتحق بقوات الجيش العربي، وكان في ذروة حماسته القومية ودخل دمشق مع الجيش العربي. وفي دمشق أعاد صياغة انتمائه إلى جمعية العهد ونشط فيها، وكتب في مجلتها (العقاب) عدة مقالات دعا فيها إلى تأسيس دولة عربية في العراق متناغما مع أفكار ياسين الهاشمي وعلي رضا الغزالي وطه الهاشمي، ثم تسلل إلى العراق عام 1919 مبشرا وداعيا إلى تأسيس جمعية عهد عراقية تبشر بالثورة على المحتلين الإنكليز فأيدتهُ نخبة من الوطنين فقام ووضع مبادئ تأسيس جمعية العهد بمشاركة عبد الله الآلوسي وتألفت هيئتها من أحمد عزة الأعظمي وأمين زكي وقاسم العلوي وآخرين وصدرت عن الجمعية مجلة (اللسان) بأشراف أحمد عزة الأعظمي وكتب البدري فيها قائلا: اليوم ينبغي ان تشحذ الاقلام والامة في انتظار.. واشعل الزيت في الاركان جميعها.
وفي شهر شباط من عام 1919 اتفق مع السيد محمد الصدر وعلي البزركان وجعفر أبو التمن ومجموعة أخرى على تأسيس حزب يمهد لثورة شاملة على الإنكليز، فأسس جمعية حرس الاستقلال، طليعة ذلك الحزب الجديد وأسهم البدري بكتابة أهداف الجمعية التي تتمحور حول فكرة تحرير العراق من الاحتلال وضمه إلى لواء الوحدة العربية، وانتجت الجمعية وعي ثقافي بالقضية العربية، وباشرت بتصفية النوايا والخواطر، وأندلعت ثورة العشرين التي كانت لسان الاكثرية ثم طورد أعضاء الجمعية واختبأ البدري.
ثم استطاع بعد هدوء الأوضاع وفشل الثورة الحصول على امتياز إصدار صحيفة سماها جريدة الاستقلال فصدر منها العدد الأول في تاريخ 28 أيلول 1920، وكان مقر مبنى الصحيفة في شارع شاطئ النهر في جانب الرصافة من بغداد قرب مبنى المحكمة الشرعية. ولقد تمتع عبد الغفور البدري بالحزم والقوة في إدارة الصحيفة، وبذلك استطاع أن يجمع نخبة جيدة من أصحاب الأقلام الوطنية ليكونوا أسرة تحرير متميزة في الصحيفة، وكان يتصدى ويتحمل تبعة ما يحررونه من مقالات ويدافع عنهم. وتولى رئاسة تحريرها السيد قاسم العلوي في حين تكونت أسرة التحرير من علي محمود الشيخ علي، وطالب مشتاق، ومهدي البصير، وسامي خونده، ورشيد الصوفي، وعدي بكر صدقي، وحسين الرحال، ومصطفى علي وباقر الشبيبي، وسلمان الشيخ داود، وأحمد جمال الدين وفهمي المدرس وعبد اللطيف حبيب وخيري حماد الفلسطيني وغيرهم.
ولقد أعطت المس بيل المستشارةً للمندوب السامي البريطاني وصفاً غريباً للعاملين في هذه الصحيفة، فقالت: إنهم لا يريدون الأتراك ولكنهم غير راضين عن وضعهم الحالي في ظل الانتداب البريطاني وهم يروجون لأسطورة البعبع التركي على أمل عودة الأتراك إلى البلاد بغية ممارسة دورهم في طردهم منها. وتستطرد المس بيل في تشخيصها لهذه الجماعة قائلةً: إن أي حكومة تأتي لا تستطيع أن تعتمد على هذه الجماعة التي تمتاز بالصخب وتؤكد؛ إن هذه الجماعة في حال خروجنا وتقصد البريطانيين من العراق ستقف ضد الذين يأتون بعدنا. وفي غير موقع تحدثت في رسائلها عن جريدة الاستقلال بوصفها الشرارة للثورة أو كما تقول لو تركناها على حريتها لحدثت الكارثة.
بينما ذكر المؤرخ علي الوردي بأن صحيفة الاستقلال تنادي بولاية الأمير فيصل على العراق وتنشر مقالات ومواضيع في مدحهِ وتذم السوريين الذين أخرجوه من ولاية بلادهم، ويذكر إن هذه الصحيفة كانت قد نشرت في 11 آب 1920 برقية بريطانية المصدر تناولت خبراً مفاده إن الأمير فيصل توجه إلى سويسرا لمقابلة رئيس الوزراء البريطاني الموجود هناك للمداولة في شأن إجلاسه على عرش العراق. ويذكر أيضاً أن تولي الأمير فيصل حكم العراق في ذلك الوقت كان لهُ من يؤيده أمثال الضباط العراقيين الذين شاركوا في الثورة العربية، والذين بقوا في سوريا حيث تردت أحوالهم المعيشية وبدأوا يعانون الفقر والفاقة إلى أن نجح وزير الدفاع في أول حكومة عراقية جعفر باشا العسكري ونسيبه ومعاونه في وزارة الدفاع نوري سعيد في التمهيد لعودتهم إلى العراق لممارسة دورهم الحقيقي في تشكيل ملامح الدولة العراقية الحديثة.
وأيضا ًكان في العراق من يعارضون تولي الأمير فيصل عرش العراق ومنهم من كان يأمل في الاستئثار بالعرش لنفسهِ مثل السيد طالب النقيب الذي لم يقنع بمنصب وزير الداخلية في أول حكومة عراقية عام 1921 رغم الامتيازات التي منحت لهُ دون باقي الوزارات من حيث الراتب والمكانة الممنوحة لوزارته في بناية القشلة، فيقال إن السيد طالب عرض على عبد الغفور البدري مالك جريدة الاستقلال مبلغ اثني عشر ألف روبية مقابل التوقف عن مدح الأمير فيصل والترويج لهُ عن طريق الصحيفة فرفض البدري تلك المساومة ولكن السيد طالب لم ينسَ للبدري هذا الموقف حيث بقي يتحين لهُ الفرص للإيقاع بهِ وبصحيفته وقد نجح في ذلك بعد أن تهيأت له الظروف المناسبة.
واستمرت الجريدة تعاند بحق وبعد توقف قلب صاحبها البدري ووفاته عام 1947، واستمر ورثته باصدارها حتى عام 1963، وكانت الجريدة بين تعطيل وتوقف يصدر أخرى فأخرى فمما أصدر من الجرائد: جريدة الوطن عام 1929، وصوت العراق عام 1930 وصدى الاستقلال عام 1930، وصدى الوطن عام 1930.

## وفاته
توفى عبد الغفور البدري عام 1947 في بغداد.